# Beine sind Gold wert
Beine sind Gold wert (Originaltitel: Million Dollar Legs) ist eine US-amerikanische Filmkomödie des Regisseurs Edward F. Cline aus dem Jahr 1932. Der in Schwarzweiß gedrehte Film erzählt die Bemühungen eines fiktiven Staates, durch die Teilnahme an den Olympischen Sommerspielen 1932 in Los Angeles einem drohenden Bankrott zu entgehen. Der von Paramount Pictures produzierte Film zählt zu den Pre-Code-Filmen, die vor der verpflichtenden Anwendung des Hays Code gedreht wurden und somit noch keinen strengen Zensurrichtlinien unterworfen waren.

## Handlung
Der Geschäftsmann Migg Tweeny besucht den Staat Klopstokia. Das Land steht am Rande des Staatsbankrotts. Es wird von einem Präsidenten durch seine reine Körperkraft beherrscht. Eine Eigenart des Landes ist, dass alle Frauen Angela und alle Männer George heißen. Tweeny stößt auf der Straße mit einer jungen Frau zusammen, der Tochter des Präsidenten. Die beiden jungen Menschen verlieben sich spontan ineinander.
Tweeny unterbreitet dem Präsidenten einen Plan, um den Staatshaushalt zu sanieren. Tweenys Arbeitgeber sind Sponsoren der Olympischen Spiele und zahlen den Medaillengewinnern Prämien aus. Der Präsident zum Beispiel soll im Gewichtheben antreten. Tweeny macht sich auf, eine Olympiamannschaft zu bilden und erkennt, dass es in Klopstokia viele potentielle Medaillenanwärter zu finden gibt. Tweeny wählt die Athleten aus und wird zum Cheftrainer ernannt. Mit einem Dampfschiff reist die Mannschaft nach Amerika.
Die Kabinettsmitglieder indessen haben sich der Dienste von Mata Machree versichert, die die Olympiamission sabotieren und somit den Präsidenten zum Sturz bringen soll. Mata plant, die Mitglieder der Olympiamannschaft einzeln zu verführen und gegeneinander aufzubringen. Ihre Bemühungen zeigen den erhofften Erfolg. In Los Angeles angekommen sind die Athleten Klopstokias nicht in der Verfassung, an ihren Wettbewerben teilzunehmen. Tweenys aufmunternde Ansprachen fruchten nichts. Angela hingegen kann Mata ausfindig machen und sie dazu zwingen, vor der Mannschaft ihre Pläne zu gestehen. Dies weckt den Kampfgeist der Teilnehmer, bei den folgenden Wettkämpfen nehmen sie erfolgreich teil.
Der Wettbewerb im Gewichtheben beginnt. Zum Sieg des Präsidenten fehlen nur noch drei Punkte. Tweeny reizt den Präsidenten, um ihn zu einer abschließenden Höchstleistung zu bringen, die ihm zum Sieg verhelfen soll. Der Präsident ist dermaßen aggressiv, dass er ein 1000-Pfund-Gewicht in Richtung Tweeny wirft, ihn jedoch glücklicherweise verfehlt. Mit dieser Leistung gewinnt der Präsident nicht nur das Gewichtheben, sondern zudem auch das Kugelstoßen.

## Kritiken
Der Kritiker der New York Times bezeichnete den Film als „erwartungsvoll verrückt“. Die Komödianten „benahmen sich total würdelos“. Die US-amerikanische katholische Bischofskonferenz hingegen sah eine „ulkige Komödie“ mit einigen „lustigen Seitenhieben“ und „milden sexuellen Anspielungen“.

## Hintergrund
In kleinen Nebenrollen als Olympiateilnehmer sind Bruce Bennett und Charlie Hall zu sehen. In weiteren Kleinrollen treten Irving Bacon als Kriegsminister, Hobart Bosworth als Wettkampfstarter, Tyler Brooke als Sprecher, Heinie Conklin als Emissär und Billy Gilbert als Innenminister auf.
Die Uraufführung des Films fand am 8. Juli 1932 statt, drei Wochen vor Beginn der Olympischen Spiele in Los Angeles. In Deutschland war er erstmals am 25. Dezember 1971 zu sehen.
Die im Film gespielte Nationalhymne Klopstokias, die auch als Liebeslied für Migg Tweeny dient, ist die Titelmelodie des Paramount-Filmes Eine Stunde mit Dir, der ebenfalls 1932 entstand. Komponist des Stückes war Richard A. Whiting. Henry Myers modifizierte den Liedtext als Parodie auf Filmromanzen.
Der Film ist einer von über 700 Produktionen der Paramount, die zwischen 1929 und 1949 entstanden und deren TV-Rechte 1958 an Universal verkauft wurden.